# Grand Prix Formule 1 van Italië 2022
De Grand Prix Formule 1 van Italië 2022 werd verreden op 11 september op het Autodromo Nazionale Monza in Monza. Het was de zestiende race van het seizoen.

## Vrije trainingen
Nyck de Vries zou alleen de eerste vrije training rijden voor het team van Aston Martin-Mercedes in plaats van Sebastian Vettel, maar mocht ook aan de derde vrije training mee doen voor het team van Williams-Mercedes en de rest van het raceweekeinde omdat Alexander Albon een blindedarmontsteking heeft. Hierdoor kreeg De Vries een onverwacht Formule 1-debuut.

### Uitslagen
- Enkel de top vijf wordt weergegeven.

| Vrije training 1 | Pos. | Nr. | Coureur          | Constructeur         | Tijd     |
| ---------------- | ---- | --- | ---------------- | -------------------- | -------- |
| Vrije training 1 | 1    | 16  | Charles Leclerc  | Ferrari              | 1:22.410 |
| Vrije training 1 | 2    | 55  | Carlos Sainz jr. | Ferrari              | 1:22.487 |
| Vrije training 1 | 3    | 63  | George Russell   | Mercedes             | 1:22.689 |
| Vrije training 1 | 4    | 44  | Lewis Hamilton   | Mercedes             | 1:22.831 |
| Vrije training 1 | 5    | 1   | Max Verstappen   | Red Bull Racing-RBPT | 1:22.840 |
| Vrije training 2 | Pos. | Nr. | Coureur          | Constructeur         | Tijd     |
| Vrije training 2 | 1    | 55  | Carlos Sainz jr. | Ferrari              | 1:21.664 |
| Vrije training 2 | 2    | 1   | Max Verstappen   | Red Bull Racing-RBPT | 1:21.807 |
| Vrije training 2 | 3    | 16  | Charles Leclerc  | Ferrari              | 1:21.857 |
| Vrije training 2 | 4    | 4   | Lando Norris     | McLaren-Mercedes     | 1:22.338 |
| Vrije training 2 | 5    | 63  | George Russell   | Mercedes             | 1:22.386 |
| Vrije training 3 | Pos. | Nr. | Coureur          | Constructeur         | Tijd     |
| Vrije training 3 | 1    | 1   | Max Verstappen   | Red Bull Racing-RBPT | 1:21.252 |
| Vrije training 3 | 2    | 16  | Charles Leclerc  | Ferrari              | 1:21.599 |
| Vrije training 3 | 3    | 11  | Sergio Pérez     | Red Bull Racing-RBPT | 1:21.848 |
| Vrije training 3 | 4    | 55  | Carlos Sainz jr. | Ferrari              | 1:21.897 |
| Vrije training 3 | 5    | 14  | Fernando Alonso  | Alpine-Renault       | 1:22.306 |

Testcoureurs in vrije training 1:

 Nyck de Vries (Aston Martin-Mercedes) reed in plaats van Sebastian Vettel. Hij reed een tijd van 1:24.731 en werd daarmee negentiende.

 Antonio Giovinazzi (Haas-Ferrari) reed in plaats van Mick Schumacher. Hij reed een tijd van 1:24.317 en werd daarmee achttiende.

## Kwalificatie
Charles Leclerc behaalde de zeventiende pole position in zijn carrière.
| Pos.                                        | Nr. | Coureur          | Constructeur          | Kwalificatietijden | Kwalificatietijden | Kwalificatietijden | Grid  |
| Pos.                                        | Nr. | Coureur          | Constructeur          | Q1                 | Q2                 | Q3                 | Grid  |
| ------------------------------------------- | --- | ---------------- | --------------------- | ------------------ | ------------------ | ------------------ | ----- |
| 1                                           | 16  | Charles Leclerc  | Ferrari               | 1:21.280           | 1:21.208           | 1:20.161           | 1     |
| 2                                           | 1   | Max Verstappen   | Red Bull Racing-RBPT  | 1:20.922           | 1:21.265           | 1:20.306           | 7 *1  |
| 3                                           | 55  | Carlos Sainz jr. | Ferrari               | 1:21.348           | 1:20.878           | 1:20.429           | 18 *4 |
| 4                                           | 11  | Sergio Pérez     | Red Bull Racing-RBPT  | 1:21.495           | 1:21.358           | 1:21.206           | 13 *2 |
| 5                                           | 44  | Lewis Hamilton   | Mercedes              | 1:22.048           | 1:21.708           | 1:21.524           | 19 *4 |
| 6                                           | 63  | George Russell   | Mercedes              | 1:21.785           | 1:21.747           | 1:21.542           | 2     |
| 7                                           | 4   | Lando Norris     | McLaren-Mercedes      | 1:22.130           | 1:21.831           | 1:21.584           | 3     |
| 8                                           | 3   | Daniel Ricciardo | McLaren-Mercedes      | 1:22.139           | 1:21.855           | 1:21.925           | 4     |
| 9                                           | 10  | Pierre Gasly     | AlphaTauri-RBPT       | 1:22.010           | 1:22.062           | 1:22.648           | 5     |
| 10                                          | 14  | Fernando Alonso  | Alpine-Renault        | 1:22.089           | 1:21.861           | Geen tijd          | 6     |
| 11                                          | 31  | Esteban Ocon     | Alpine-Renault        | 1:22.166           | 1:22.130           |                    | 14 *1 |
| 12                                          | 77  | Valtteri Bottas  | Alfa Romeo-Ferrari    | 1:22.254           | 1:22.235           |                    | 15 *3 |
| 13                                          | 45  | Nyck de Vries    | Williams-Mercedes     | 1:22.567           | 1:22.471           |                    | 8     |
| 14                                          | 24  | Zhou Guanyu      | Alfa Romeo-Ferrari    | 1:22.003           | 1:22.577           |                    | 9     |
| 15                                          | 22  | Yuki Tsunoda     | AlphaTauri-RBPT       | 1:22.020           | Geen tijd          |                    | 20 *4 |
| 16                                          | 6   | Nicholas Latifi  | Williams-Mercedes     | 1:22.587           |                    |                    | 10    |
| 17                                          | 5   | Sebastian Vettel | Aston Martin-Mercedes | 1:22.636           |                    |                    | 11    |
| 18                                          | 18  | Lance Stroll     | Aston Martin-Mercedes | 1:22.748           |                    |                    | 12    |
| 19                                          | 20  | Kevin Magnussen  | Haas-Ferrari          | 1:22.908           |                    |                    | 16 *3 |
| 20                                          | 47  | Mick Schumacher  | Haas-Ferrari          | 1:23.005           |                    |                    | 17 *3 |
| Q1 107% tijd: 1:26.586 (Bron: formula1.com) |     |                  |                       |                    |                    |                    |       |

Er werden gridstraffen uitgedeeld aan negen coureurs:

*1 Max Verstappen en Esteban Ocon kregen 5 plaatsen straf op de grid.

*2 Sergio Pérez kreeg 10 plaatsen straf op de grid.

*3 Valtteri Bottas, Kevin Magnussen en Mick Schumacher kregen 15 plaatsen straf op de grid.

*4 Carlos Sainz, Lewis Hamilton en Yuki Tsunoda moesten "achteraan" starten.

## Wedstrijd
Max Verstappen behaalde de eenendertigste Grand Prix-overwinning in zijn carrière.

Nyck de Vries behaalde in zijn debuutrace met een negende plaats meteen twee punten voor Williams.
| Pos.               | Nr. | Coureur          | Constructeur          | Rondes | Tijd / Oorzaak Uitval | Grid | Punten |
| ------------------ | --- | ---------------- | --------------------- | ------ | --------------------- | ---- | ------ |
| 1                  | 1   | Max Verstappen   | Red Bull Racing-RBPT  | 53     | 1:20:27.511           | 7    | 25     |
| 2                  | 16  | Charles Leclerc  | Ferrari               | 53     | +2.446                | 1    | 18     |
| 3                  | 63  | George Russell   | Mercedes              | 53     | +3.405                | 2    | 15     |
| 4                  | 55  | Carlos Sainz jr. | Ferrari               | 53     | +5.061                | 18   | 12     |
| 5                  | 44  | Lewis Hamilton   | Mercedes              | 53     | +5.380                | 19   | 10     |
| 6                  | 11  | Sergio Pérez     | Red Bull Racing-RBPT  | 53     | +6.091                | 13   | 9S     |
| 7                  | 4   | Lando Norris     | McLaren-Mercedes      | 53     | +6.207                | 3    | 6      |
| 8                  | 10  | Pierre Gasly     | AlphaTauri-RBPT       | 53     | +6.396                | 5    | 4      |
| 9                  | 45  | Nyck de Vries    | Williams-Mercedes     | 53     | +7.122                | 8    | 2      |
| 10                 | 24  | Zhou Guanyu      | Alfa Romeo-Ferrari    | 53     | +7.910                | 9    | 1      |
| 11                 | 31  | Esteban Ocon     | Alpine-Renault        | 53     | +8.323                | 14   |        |
| 12                 | 47  | Mick Schumacher  | Haas-Ferrari          | 53     | +8.549                | 17   |        |
| 13                 | 77  | Valtteri Bottas  | Alfa Romeo-Ferrari    | 53     | +1 ronde              | 15   |        |
| 14                 | 22  | Yuki Tsunoda     | AlphaTauri-RBPT       | 53     | +1 ronde              | 20   |        |
| 15                 | 6   | Nicholas Latifi  | Williams-Mercedes     | 53     | +1 ronde              | 10   |        |
| 16                 | 20  | Kevin Magnussen  | Haas-Ferrari          | 53     | +1 ronde              | 16   |        |
| DNF                | 3   | Daniel Ricciardo | McLaren-Mercedes      | 45     | Olielekkage           | 4    |        |
| DNF                | 18  | Lance Stroll     | Aston Martin-Mercedes | 39     | Motor                 | 12   |        |
| DNF                | 14  | Fernando Alonso  | Alpine-Renault        | 31     | Waterdruk             | 6    |        |
| DNF                | 5   | Sebastian Vettel | Aston Martin-Mercedes | 10     | Motor                 | 11   |        |
| Bron: formula1.com |     |                  |                       |        |                       |      |        |

S Sergio Pérez reed voor de negende keer in zijn carrière een snelste ronde en behaalde hiermee een extra punt.

## Tussenstanden wereldkampioenschap
Betreft tussenstanden voor het wereldkampioenschap na afloop van de race.

### Coureurs
| Pos. | Nr. | Coureur          | Constructeur         | Punten |
| ---- | --- | ---------------- | -------------------- | ------ |
| 1    | 1   | Max Verstappen   | Red Bull Racing-RBPT | 335    |
| 2    | 16  | Charles Leclerc  | Ferrari              | 219    |
| 3    | 11  | Sergio Pérez     | Red Bull Racing-RBPT | 210    |
| 4    | 63  | George Russell   | Mercedes             | 203    |
| 5    | 55  | Carlos Sainz jr. | Ferrari              | 187    |
| 6    | 44  | Lewis Hamilton   | Mercedes             | 168    |
| 7    | 4   | Lando Norris     | McLaren-Mercedes     | 88     |
| 8    | 31  | Esteban Ocon     | Alpine-Renault       | 66     |
| 9    | 14  | Fernando Alonso  | Alpine-Renault       | 59     |
| 10   | 77  | Valtteri Bottas  | Alfa Romeo-Ferrari   | 46     |

### Constructeurs
| Pos. | Constructeur          | Punten |
| ---- | --------------------- | ------ |
| 1    | Red Bull Racing-RBPT  | 545    |
| 2    | Ferrari               | 406    |
| 3    | Mercedes              | 371    |
| 4    | Alpine-Renault        | 125    |
| 5    | McLaren-Mercedes      | 107    |
| 6    | Alfa Romeo-Ferrari    | 52     |
| 7    | Haas-Ferrari          | 34     |
| 8    | AlphaTauri-RBPT       | 33     |
| 9    | Aston Martin-Mercedes | 25     |
| 10   | Williams-Mercedes     | 6      |